# Sachsen-Meiningen

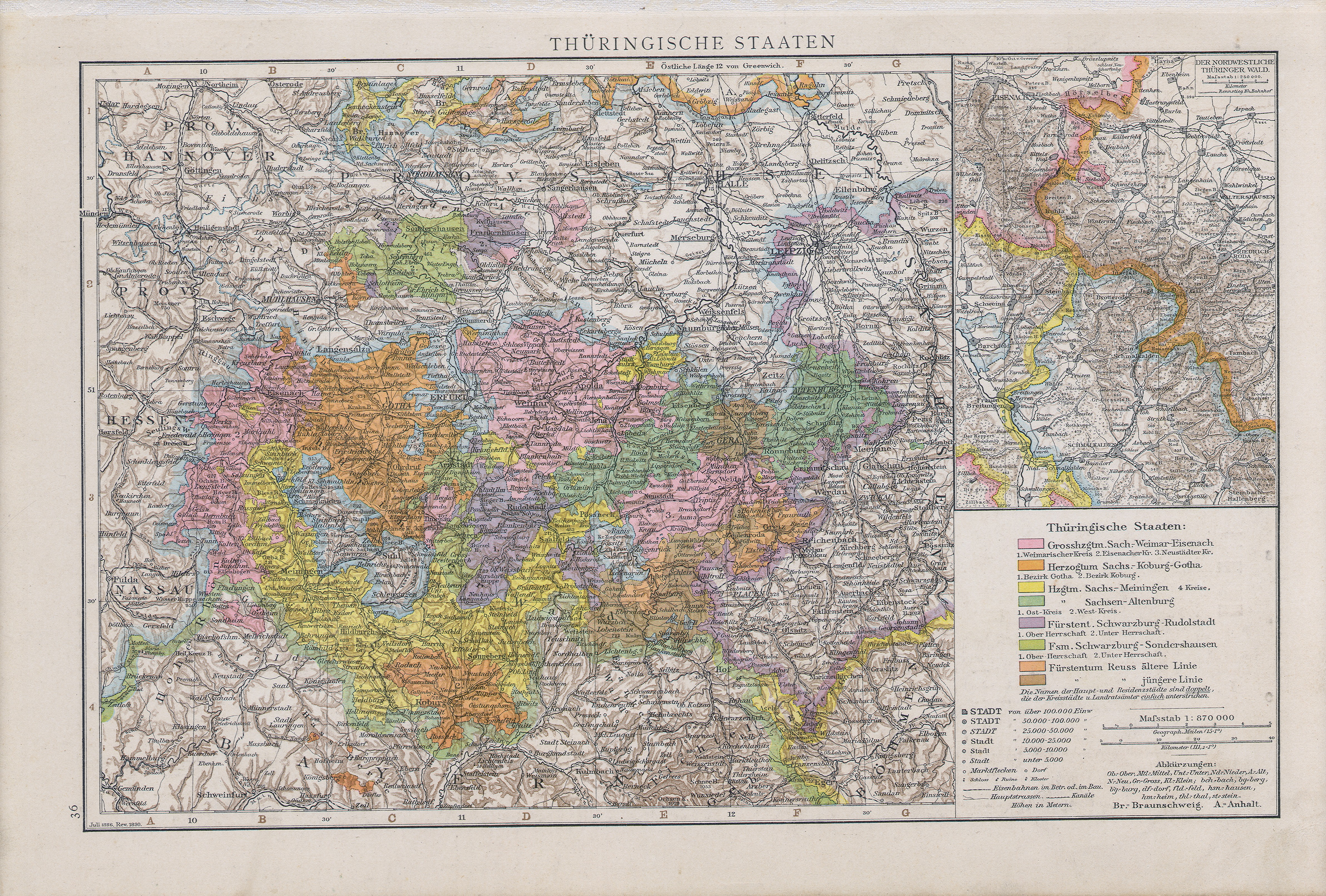
De thüringska staterna 1890 med Sachsen-Meiningen i gult.

Sachsen-Meiningen var en tysk mikrostat och ett ernestinskt hertigdöme som var beläget i en del av det nuvarande förbundslandet Thüringen i Tyskland. Hertigdömet uppstod som ett resultat av delningen av Sachsen-Gotha bland Ernst I:s sju söner. Det kom till 1681 och existerade ända fram till de tyska monarkiernas fall 1918.

## Geografi
Landet bestod av 14 enklaver och en halvmånformig huvuddel, vilken i norr begränsades av furstendömet Sachsen-Weimar-Eisenach, hertigdömet Sachsen-Coburg-Gotha, preussiska provinsen Hessen-Nassau och Sachsen, furstendömet Schwarzburg och hertigdömet Sachsen-Altenburg, i öster av weimarska, preussiska,
schwarzburg-rudolstadtska, reussiska och bayerska områden, i söder av hertigdömet Coburg och kungariket Bayern och i väster av furstendömet Sachsen-Weimar-Eisenach.
Landet var till största delen bergigt, och Thüringerwald täckte nästan hälften av hela området, men det genomskars av fruktbara dalar, av vilka Werradalen var den längsta och mest betydande. Huvudfloder var Werra, Saale, Steinach, Itz och Milz. Skogarna var av stort omfång och möjliggjorde en betydande träexport. Huvudnäringar var, utom skogshushållning, boskapsskötsel och bergsbruk samt livlig industri. Jordbruket lämnade tillräckligt med säd för landets behov.
Samfärdseln befordrades av 299 km normalspåriga och 51 km smalspåriga järnvägar. Invånarantalet uppgick 1910 till 278 357 persomer (113 inv/km2), varav 5 233 katoliker, 1 137 judar, resten evangeliska och 610 andra kristna.
Hertigdömet hade 13 städer, av vilka Meiningen, residensstaden, Hildburghausen, Saalfeld och Pössneck var de största.

## Förvaltning

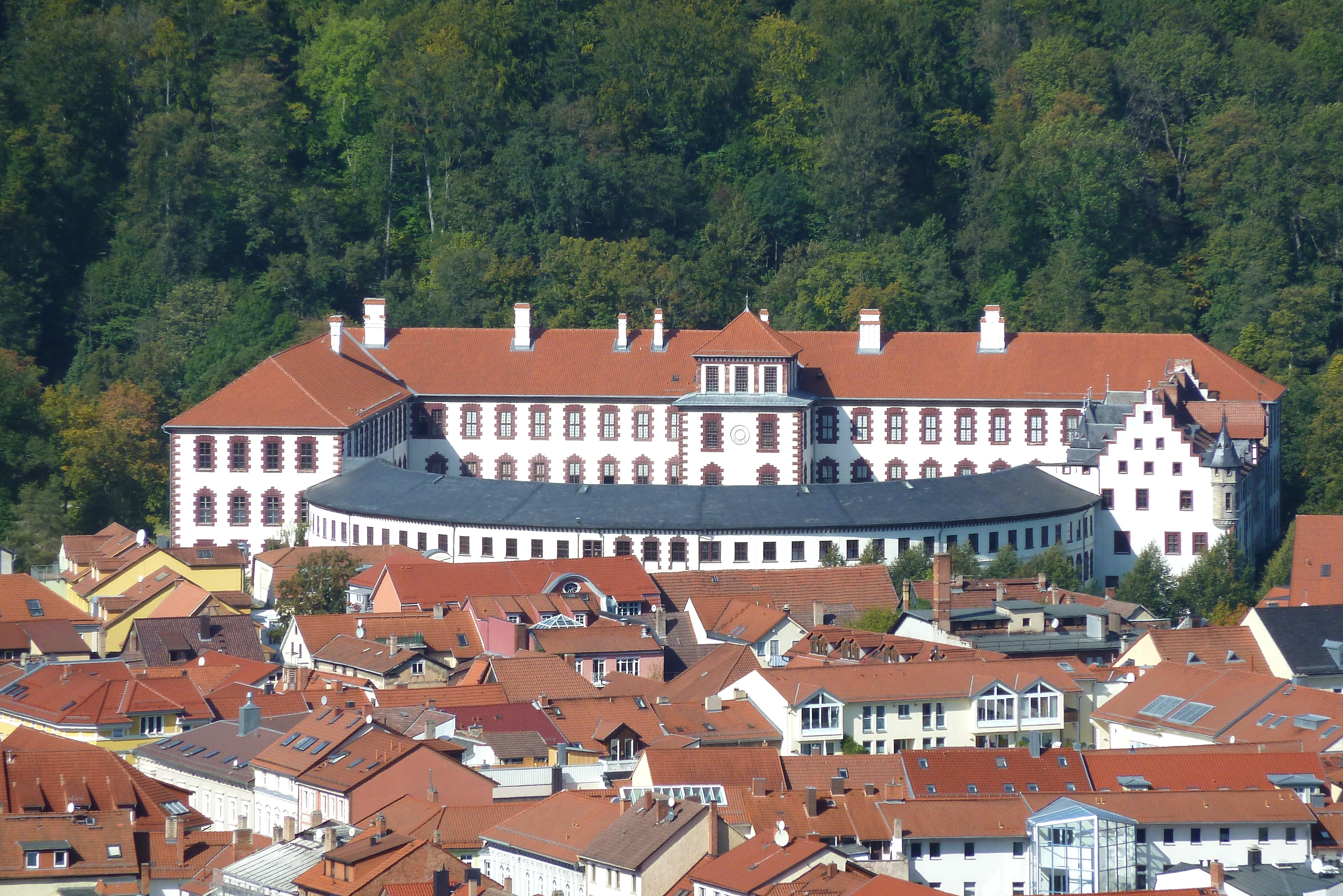
Elisabethenburg-palatset, hertigdömets residens sedan 1682.

Författningen var konstitutionell-monarkisk med ärftlig tronföljd. I spetsen för förvaltningen stod ett statsministerium i Meiningen, delat på 5 avdelningar. Till lantdagen sändes, enligt vallagen av 24 april 1873, 24 för 6 år genom direkta val utsedda ombud, av vilka 4 utsågs av de stora jordägarna, 4 av de högst beskattade och 16 av hertigdömets övriga röstberättigade manliga invånare. För rösträtt och valbarhet fordrades att ha fyllt 25 år. Valperioden var 6 år. Lantdagen sammanträdde vart tredje år.
I administrativt hänseende delades Sachsen-Meiningen i fyra Kreise; i judiciellt lydde det under 15 Amtsgerichte, 2 Landgerichte (i Meiningen och Rudolstadt) och Oberlandesgericht i Jena.
Enligt budgeten för åren 1912-14 steg de årliga statsinkomsterna till 10 546 330 mark och statsutgifterna till 8 916 800 mark. Statsskulden uppgick vid slutet av 1913 till 5 511 159 mark. Sachsen-Meiningen, som 8 oktober 1866 inträdde i Nordtyska förbundet, sände 2 representanter till tyska riksdagen och hade en röst i förbundsrådet. Tillsammans med Sachsen-Koburg-Gotha bildade dess trupper ett infanteriregemente, hörande till 38:e tyska divisionen och 11:e armékåren. Matrikularbidraget uppgick för finansåret 1914-15 till 234 500 mark.
Landsfärgerna var grönt och vitt.

## Historia

### 1681-1826
Hertigdömet uppstod genom ett avtal som Bernhard I, Ernst I av Sachsen-Gotha-Altenburgs tredje son, den 9 februari 1681 slöt med sin äldste bror, Fredrik I av Sachsen-Gotha-Altenburg. 1682-1692 byggdes slottet Elisabethenburg (uppkallat efter Elisabeth Eleonora av Braunschweig-Wolfenbüttel) och blev residens för landets hertigar. Precis som de äldre bröderna, hertig Fredrik av Sachsen-Gotha och hertig Albrekt av Sachsen-Coburg, hade Sachsen-Meiningen erhållit full Landeshohheit inom riket. Från början var det bara området kring Meiningen som utgjorde hertigdömets område, men i mitten av 1700-talet hade området utvidgats rejält, genom att linjerna Sachsen-Coburg och Sachsen-Römhild hade dött ut 1699 respektive 1710. En arvstrid, den Coburg-Eisenberg-Römhildska arvsstriden avgjordes genom skiljedom av en kejserlig kommission 1735 och då övertogs byn Neuhaus och domkretsen Sonneberg från Sachsen-Coburg och 1753 två tredjedelar av herrskapet Römhild. Sachsen-Meiningen hade redan 1723 förvärvat halva Sachsen-Hildburghausen och 1729 även den schaumbergska halvan av byn Schalkau såväl som den schaumbergska domkretsen Raubenstein. Ett krig, Wasungenkriget, bröt 1747 ut mellan Sachsen-Meiningen och Sachsen-Gotha-Altenburg. Det berodde på att Anton-Ulrich i slutet av 1746 hade möblerat om i rangordningen bland sina hovdamer. En av dessa kände sig förfördelad och fick rätt i domstol. Anton-Ulrich vägrade dock att acceptera utslaget men rätten bad då Fredrik III av Sachsen-Gotha-Altenburg att tvinga honom därtill. Den 13 februari 1747 intog därför Fredrik III:s trupper staden Wasungen i Sachsen-Meiningen. Hovets extravaganser, Wasungenkriget och landets ödeläggelse under sjuårskriget gjorde att landet var utfattigt under den tidigare delen av hertig Karls tid. Under Georg I blev det mycket bättre, men en ny krisperiod drabbade dock landet under kriget mot Frankrike i början av 1800-talet.

### 1826-1918
De ernestinska hertigdömenas sista nyordning och territorialförändring följde efter att linjen Sachsen-Gotha-Altenburg hade dött med Fredrik IV ut i februari 1825. Med undantag av byarna Königsberg och Sonnefeld erhöll Sachsen-Meiningen hela Sachsen-Hildburghausen, byarna Saalfeld, Gräfenthal och Themar (som tidigare hade tillhört Sachsen-Coburg-Saalfeld), Camburg och Kranichfeld och en tredjedel av Sachsen-Römhild (som tidigare hade tillhört Sachsen-Gotha-Altenburg). Sachsen-Coburg-Saalfeld blev därför Sachsen-Gotha, som förvaltades i personalunion som dubbelhertigdömet Sachsen-Coburg-Gotha. Hertig Fredrik av Sachsen-Hildburghausen kompenserades med Sachsen-Altenburg. Överenskommelsen förhandlades fram genom hjälp av den sachsiske kungen Fredik August I.
Mellan 1807 och 1813 var man med i Rhenförbundet och mellan 1815 och 1866 i tyska förbundet. 1833 blev landet, genom att det var en av medlemmarna i de thüringska staternas tull- och handelsförbund, medlem i tyska tullföreningen Hertigdömet antog 1829 en egen författning.
När det tyska kriget bröt ut i juni 1866 ställde sig Sachsen-Meiningen och Reuss av äldre linjen på Österrikes sida. Detta sågs av Preussen som en krigsförklaring och besatte därför länderna i juli respektive augusti. Det var bara med stora svårigheter som man undgick att av Bismarck styckas upp mellan Preussen och de i Thüringen med Preussen allierade staterna. Den preussiske ministerpresidenten tvingade dock Bernhard II att abdikera till förmån för hans preussiskvänliga son, Georg II. Efter långvariga förhandlingar om villkoren för abdikationen så lämnade Bernhard slutligen över tronen till sonen den 20 september. Den 8 oktober slöts ett fredsfördrag som även möjliggjorde ett inträde i det nordtyska förbundet. Fördraget innebar att man fick avträda byn Abtlöbnitz bei Camburg men man slapp vidare krigsskadestånd.
1871 blev hertigdömet en del av det tyska riket som Bismarck utropade i januari det året och detta ersatte det nordtyska förbundet. I förbundsrådet i Berlin företräddes det av Bayern och inte, som de flesta andra thüringska staterna, av storhertigdömet Sachsen-Weimar-Eisenach.
Hertigens residens låg i huvudstaden Meiningen, som numera är residensstad i distriktet Schmalkalden-Meiningen. Hertigarnas mest kända och nyttjade sommarresidens var Schloss Altenstein som ligger i Bad Liebenstein. Andra residens var slotten Heldburg, Landsberg och Villa Carlotta i Tremezzo vid Comosjön.
Efter revolutionen i Tyskland under hösten 1918 blev hertigdömet fristaten Sachsen-Meiningen. Bernhard III, svåger till kejsar Vilhelm, tvingades att abdikera den 10 november. Han slog sig sedan ner i Haubinda.

## Största städer
- Meiningen – 17 131 invånare (1910)
- Sonneberg –  15 878 invånare (1910)
- Saalfeld – 14 347 invånare (1910)
- Pößneck – 12 430 invånare (1910)
- Hildburghausen – 7 708 invånare (1910)
- Steinach – 7 557 invånare (1910)
- Lauscha –  5 821 invånare (1910)
- Bad Salzungen – 5 134 invånare (1910)

## Administrativ indelning
- Kreis Hildburghausen (med kommunerna Hildburghausen, Eisfeld, Römhild och Themar)
- Kreis Meiningen (med kommunerna Meiningen, Bad Liebenstein, Bad Salzungen, Wasungen, Frauenbreitungen och Altenbreitungen)
- Kreis Saalfeld (med kommunerna Saalfeld, Camburg, Kranichfeld, Lehesten och Pößneck)
- Kreis Sonneberg (med kommunerna Sonneberg, Lauscha, Neuhaus-Schierschnitz, Schalkau och Steinach)

### Exklaver
Oberellen, Dietlas, Camburg, Kranichfeld, Treppendorf, Milda, Rödelwitz, Gross Kochberg, Mosen, Vierzehnheiligen och Lichtenhain bei Jena

## Hertigar av Sachsen-Meiningen, 1681-1918
- 1681-1706: Bernhard I (1649-1706)
- 1706-1724: Ernst Ludvig I (1672-1724)
- 1724-1729: Ernst Ludvig II (1709-1729)
- 1729-1743: Karl Fredrik (1712-1743)
- 1743-1746: Fredrik Vilhelm (1679-1746)
- 1746-1763: Anton Ulrik (1687-1763)
- 1763-1782: Karl Vilhelm (1754-1782) (modern Charlotte Amalie av Hessen-Philippsthal styrde i realiteten[15])
- 1782-1803: Georg I (1761-1803)
- 1803-1866: Bernhard II (1800-1882)
- 1866-1914: Georg II (1826-1914)
- 1914-1918: Bernhard III (1851-1928)

Hertigdömet upphörde att existera 1918.

## Överhuvud för huset Sachsen-Meiningen, 1918–
- 1918-1928: Bernhard III (1851-1928)
- 1928-1941: Ernst (1859-1941)
- 1941-1946: Georg III (1892-1946)
- 1946-1984: Bernhard IV (1901-1984)
- 1984-: Konrad (1952-)